# バイオマスエタノール

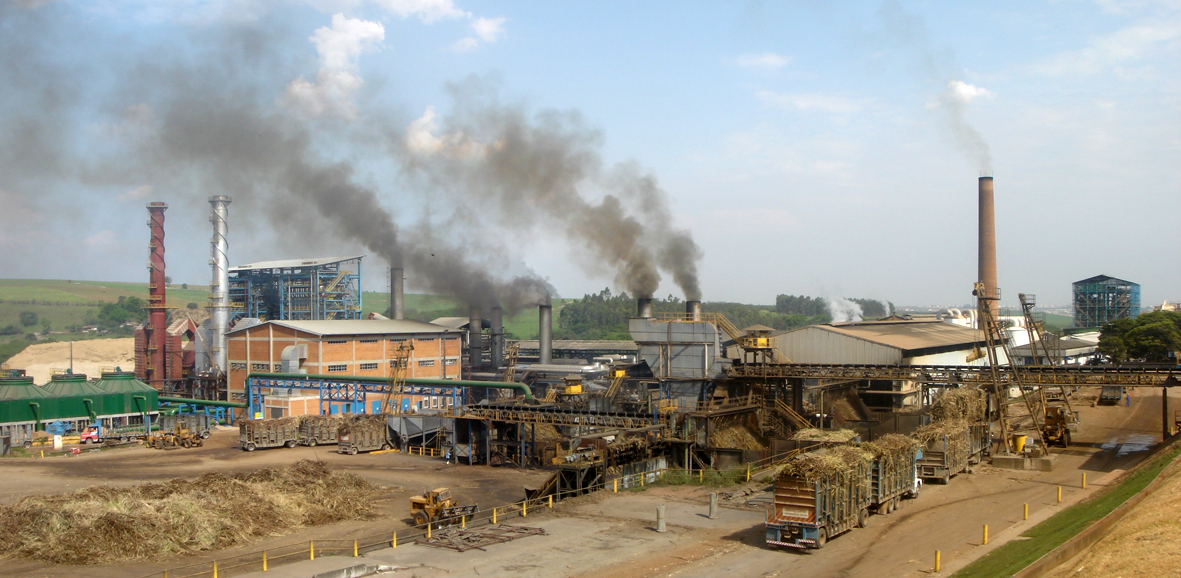
ブラジルのバイオマスエタノール製造プラント

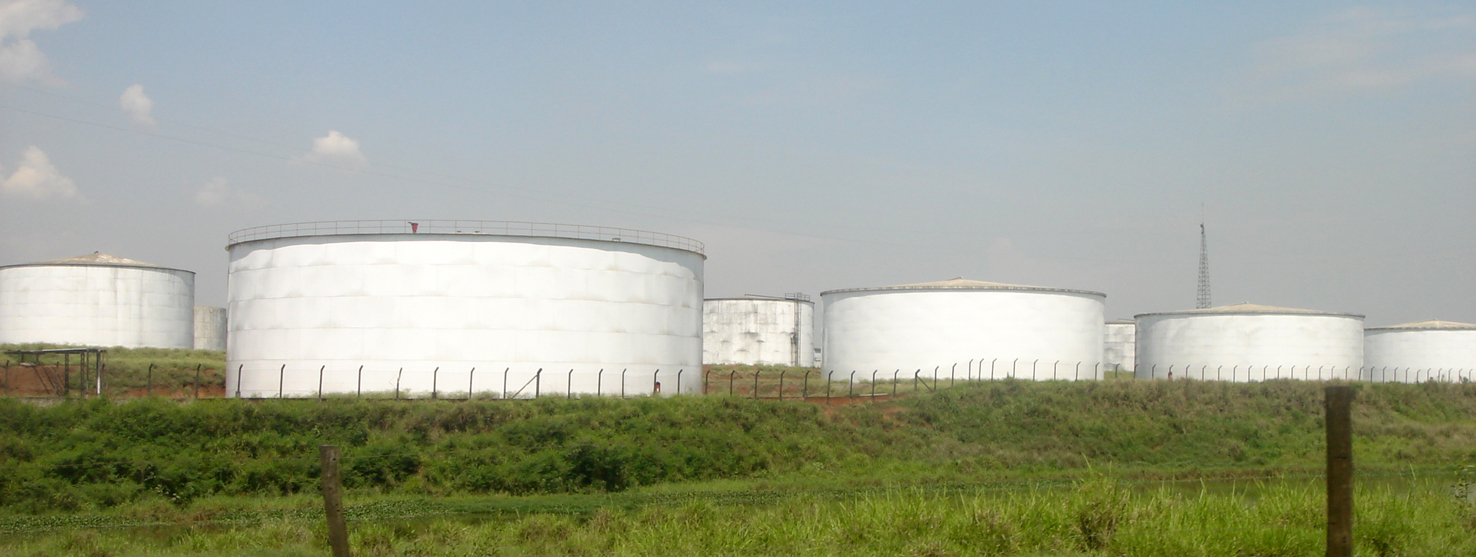
バイオマスエタノールの貯蔵タンク

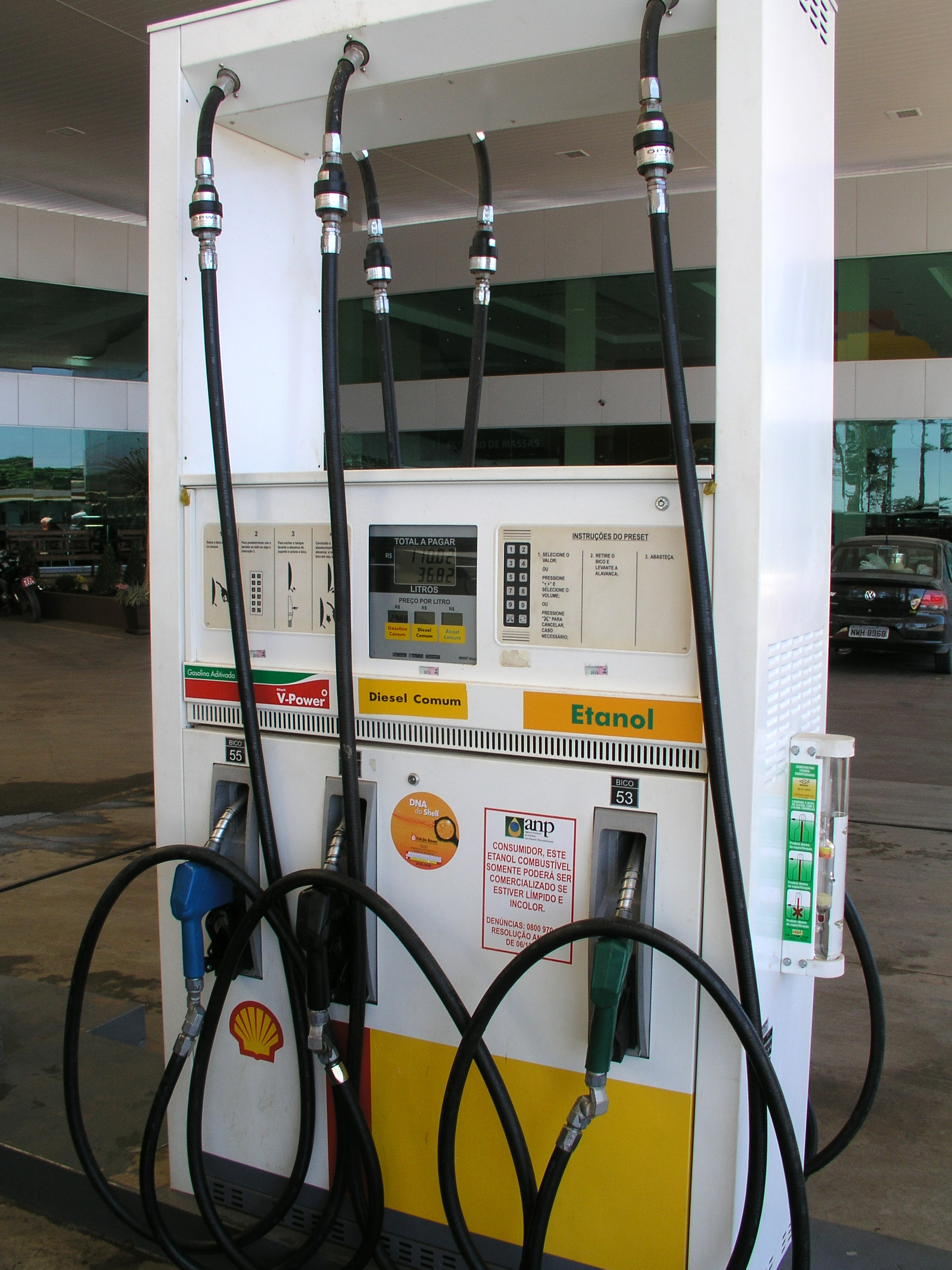
エタノール・スタンド

バイオマスエタノール (Biomass Ethanol)、またはバイオエタノール (Bioethanol) は、産業資源としてのバイオマスから生成されるエタノールを指す。一般には内燃機関の燃料としての利用を意識した用語である。微細藻類の炭化水素生合成は本稿では扱わない。

## 概要
バイオマスエタノールとは、サトウキビやトウモロコシなどのバイオマスを発酵させ、蒸留して生産されるエタノールを指す。エタノールは石油や天然ガスから合成することもでき、そうして生産されるエタノールを合成エタノールと呼ぶが、合成エタノールに対する概念は発酵エタノールまたは醸造エタノールであり、バイオマスエタノールという語は、エネルギー源としての再生可能性やカーボンニュートラル性を念頭において使われる。
バイオマスエタノールは、再生可能な自然エネルギーであること、および、その燃焼によって大気中の二酸化炭素CO2)量を増やさない点から、エネルギー源としての将来性が期待されている。他方、生産過程全体を通してみた場合のCO2削減効果、エネルギー生産手段としての効率性、食料との競合、といった問題点も指摘されている。
なお、燃料として利用される場合には、飲料への転用を防ぐため、出荷時にガソリンやメタノールなどが添加される。

## 原料
バイオマスエタノールの原料は、理論的には炭水化物を含む生物由来の資源であれば何でもよい。しかし、生産効率の面から糖質あるいはデンプン質を多く含む種子や地下茎、木質リグニンが選好されており、現在では主に次のような農産物が原料として利用されている。ブラジルではサトウキビに由来するモラセスが、米国ではトウモロコシが、欧州ではテンサイが主な原料となっている。
研究段階も含む原料の例、
- 糖質原料
  - サトウキビ（バガス）
  - モラセス
  - 甜菜
- デンプン質原料
  - 穀物：トウモロコシ、麦、ソルガム（モロコシ、こうりゃん）
  - 根菜類：ジャガイモ、サツマイモ、キャッサバ
  - 植物体全体：スイッチグラス（イネ科の多年草）、イネ科（もみ殻・稲藁）、クズ[2]
  - 産業廃棄物：残飯等（うどんのゆで汁[3]）、パルプ廃液、廃材木
  - 海藻[4]

## 製造手順例
アルコール発酵と蒸留を伴う方法と直接エタノールを生成する方法に大別される。何れの技術においても原料の収集・運搬とアルコール生産後の廃棄物処理に掛かる費用が最大の課題である。
アルコール発酵と蒸留
植物由来の原料に水と硫酸を加えて酵母が代謝できる糖を得た後、酵母によるアルコール発酵で低濃度のエタノール溶液を生成する。その低濃度溶液を濃縮・蒸留して95 %程度のエタノール濃度とし、さらに分子篩などを使って精製（脱水）することで、99.5 %の無水エタノールが生産される。
直接エタノールを生成
セルロースを原料とする技術に用いられる。（後述、セルロースを原料とした製造工程）

### サトウキビを原料とした製造工程
サトウキビは酵母が代謝できる糖を多く含んでいるため、バイオマスエタノールの原料として適している。もっとも、一般的にはサトウキビの絞り汁をそのまま発酵させるのではなく、精糖を分離した後のモラセス（廃糖蜜）が発酵原料となる。
サトウキビを原料としたエタノール生産工程において特筆すべきは、副産物であるサトウキビの絞り滓（バガス）と蒸留廃液（ビナス）の利用である。バガスは主として植物繊維であるが、サトウキビの処理工場では熱源の燃料として活用されている。バガスの燃焼によって得られるエネルギーは精糖およびエタノール生産工程に必要なエネルギーを超えており、自家発電装置を備えたエタノール工場の中には地元の電力会社への余剰電力の売電によって収入を得ている所もある。また、バガスを製紙原料として活用したり、それ自体を分解してエタノールの原料とする研究も進んでいる。
ビナスは高温、強酸性かつ高BODの廃液であるため、河川に投棄されると深刻な公害を発生させる。これを防止するため、最近ではこれを他の工場排水と混合して希釈し、サトウキビ栽培の肥料として活用する努力がみられる。

### トウモロコシを原料とした製造工程
トウモロコシをバイオマスエタノールの原料とする場合、トウモロコシの実に含まれるデンプンを酵母が代謝できる糖に糖化する工程が必要になる。トウモロコシの実からはもともと高純度のデンプンを効率よく取り出すことができるが、最近では乾式製法（下記参照）によるエタノールの生産により適したハイブリッド品種が開発され、エタノール生産の効率性向上に貢献している。
トウモロコシを原料としたバイオマスエタノールの生産には湿式製法(wet milling)と乾式製法(dry-grind process)とがある。湿式製法は、トウモロコシの実を水と亜硫酸ガスに浸した後で粉砕し、デンプン、グルテン、繊維質、胚などに分離し、それぞれを加工する方法で、加工工程で得られるデンプン溶液が糖化され、発酵原料となる。これに対し、乾式製法ではとうもろこしの実を乾燥した状態で丸ごと製粉し、その粉に水を加えたマッシュを糖化・発酵させる。最近では工程の標準化もあって乾式製法のコストが下がっており、米国で新設されるトウモロコシを原料とするバイオマスエタノール工場は全て乾式製法の工場である。
湿式製法にせよ乾式製法にせよ、副産物として飼料などが生産されるので、バイオマスエタノールと食料との競合という場合にはどのように競合しているか注意が必要であるという意見もある。例えば、トウモロコシから生産される飼料はトウモロコシに含まれるタンパク質（グルテン）が主な原料となっており、エタノール生産のためにトウモロコシの処理量が増えれば自動的に増産される。また、食用油（トウモロコシの胚芽油、いわゆる「コーン油」）についても、湿式製法でエタノールを生産する場合には、副産物として生産され得るので、エタノールの増産が食用油の増産に繋がる可能性がある。他方、乾式製法においても、食用油のような有用成分を発酵滓から分離する研究が進められている。
一方でそれは詭弁であり、上記の例で言えば、飼料グルテン生産の結果、副生されたデンプンをエタノール醸造ではなく食料に回せば貧困者の食料難が緩和されるように、可食部分を醸造原料に使う限りエタノールは食料と競合するので、バガスや麦わら、稲わらなどを使った第二世代エタノールでなければ、貧困国の食料難を悪化させるという意見や、環境政治家が農民票を稼ぐためにメタノールよりコストの高いエタノール醸造に補助金をばらまき、国税収入を浪費して、穀物相場を押し上げて貧民の食料を奪っているという批判もある。
なお、湿式製法においては発酵滓が「distillers grains」と呼ばれる飼料として利用されており、これがエタノール生産の採算向上に貢献している。反面、飼料としての鮮度保持のために滓を乾燥させる過程で多くのエネルギーが消費され、最終的なエネルギー収支を悪化させている。

## セルロースを原料とした製造工程
バイオマスからセルロースを分離し、セルロースを酵素を用いて糖分に分解し、微生物によってアルコール変換する方法である。第二世代バイオ燃料として期待される。セルロース系バイオマスからのエタノール生産に関しては、地球環境産業技術研究機構と本田技術研究所がコアとなる製造技術を発表していたり（参考：アルコール燃料）、独立行政法人産業技術総合研究所が実証実験を行ったりしている。米国でも、ブッシュ大統領がスイッチグラスという草を利用したバイオエタノールの生産について一般教書演説等で何度も言及をし、予算をつけている。エタノール燃料を大規模に導入するためには、セルロースからのエタノール製造が必要になるのはほぼ確実であるとサイエンス誌にも記事が掲載されている。セルロースの加水分解による糖化処理が必要でこれまではセルラーゼや亜臨界水を使用してセルロースを加水分解してきたが、メリーランド大学カレッジパーク校のSteve Hutcheson はチェサピーク湾の沼地で発見されたバクテリア（サッカロファガス デグラダンス）が強力なセルロース細胞壁の分解能を有することを突き止めた。Zymetis社ではさらに効率よく糖に変更するために遺伝子を組み換えて、72時間で1トンのセルロースバイオマスを糖に変換できることを実証した。

### 廃木材
建築廃材は、野焼きを含む不法投棄をされることがあり、一方で逆有償での回収は不法投棄を招き易い。リサイクルの方策の1つとして、バイオエタノール・ジャパン・関西では、希硫酸による糖化法を用いて、C6糖であるブドウ糖が重合してできたセルロースと、C5糖（主にキシロース）が重合して出来たヘミセルロースを分解している。フロリダ大学が開発したC5糖をZymomonas mobilis由来の遺伝子を組み込んだ大腸菌(Ko11）を用いて発酵し、C6由来の糖は酵母を用いて、エタノールを醸造している。木材に含まれるリグニンはペレットにしてボイラーで使用している。
なお秋田県では、製材残渣や間伐材を用いたエタノールプラントが建設されている。水酸化ナトリウムを用いてリグニンを除去し出来たパルプを糖化するアルカリ蒸解法と、C5糖とC6糖を分離しない酵素（セルラーゼ）と酵母による同時糖化発酵法を用いる。
また、シロアリの消化器官内の共生菌によるセルロース分解プロセスがバイオマスエタノールの製造に役立つことが期待され、琉球大学や理化学研究所等で研究が進められる。

### 稲藁
稲藁は鋤き込みや野焼きにより肥料として水田に還元されうるが、野焼きはスモッグによる環境被害があり、寒冷地では十分な堆肥化が鋤き込みのみでは行われない現状がある。そのため秋田県ではカワサキプラントシステムが開発した熱水処理による稲藁の糖化プラントの実証プラントを平成21年に建設した。粉砕処理したワラを有機酸とともに200 ℃で3分間処理し、ヘミセルロースを糖化しC5発酵させたあと、残りを2段目のセルロース糖化プラントで200 ℃で10秒間処理してC6発酵し、それぞれのエタノールを水分離すると共に、発酵残渣を肥料として水田に還元する。

### ネピアグラス
ネピアグラスという熱帯の非食用の植物を原料とするもので、トヨタ自動車（トヨタ）が2020年の実用化を目指し、研究を進めている。遺伝子組み換え技術を用いた酵母菌の働きでセルロースをエタノールへ変換する。糖の87 %をエタノールとして利用でき、セルロース系の中では最も変換効率が高い。非食用のため物価への影響も無いと考えられている。

## 内燃機関の燃料としての特性とその利用

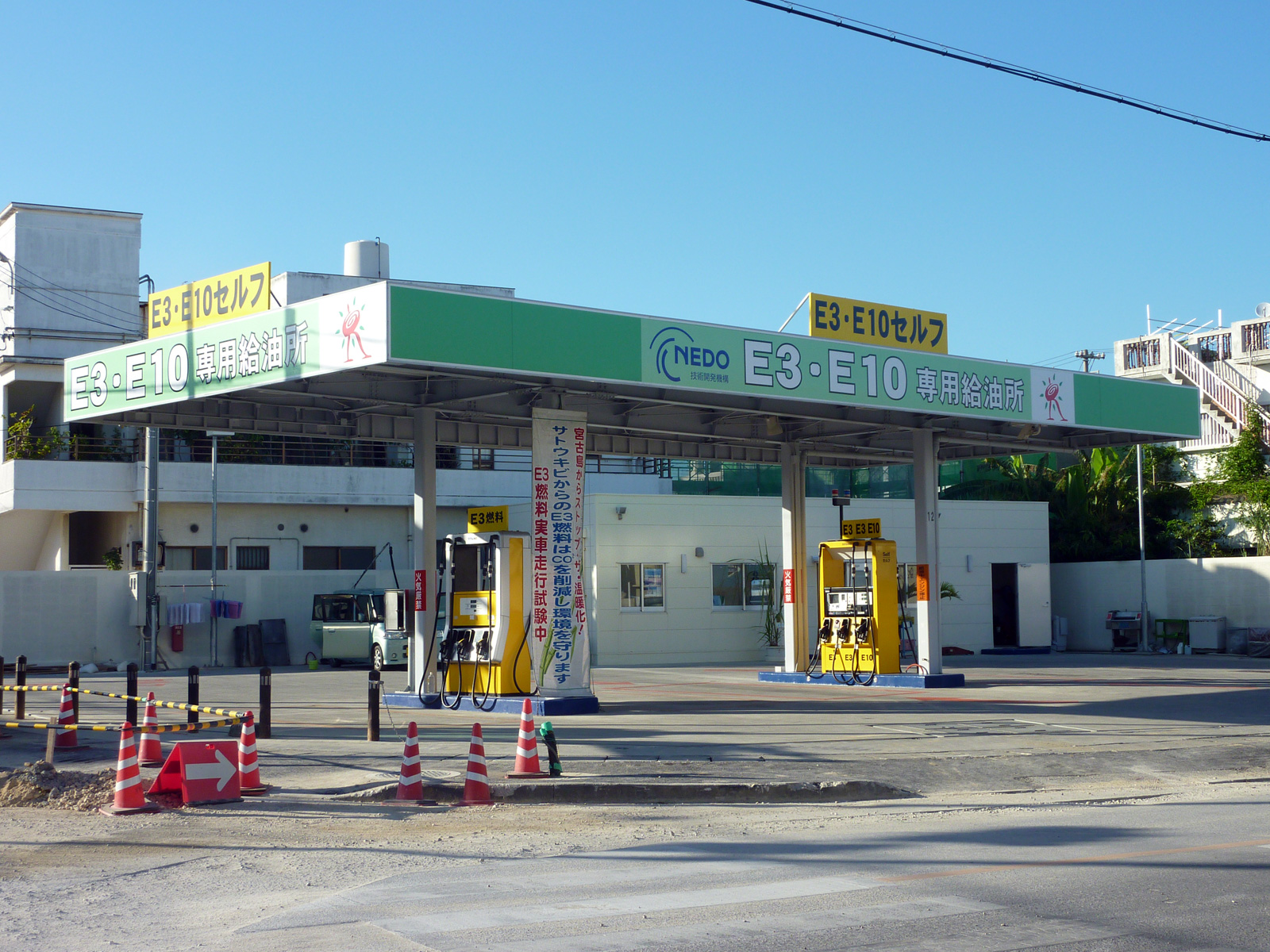
沖縄県宮古島市のE3/E10（エタノールを容積比で3 %/10 %含む燃料）専用給油所

エタノールは、アルコール飲料に含まれるなど、多様な形で利用されているが、内燃機関の燃料以外の用途で利用されるエタノールをバイオマスエタノールと呼ぶことはまずない。したがって、ここではバイオマスエタノールの内燃機関の燃料としての特性と利用方法について説明する。

### 特性
バイオマスエタノールには内燃機関の燃料としてのいくつかの好ましい特性がある。
- 再生可能な生物（植物）資源から生産されるために持続可能なエネルギーである。
- 燃焼しても地表の循環炭素量を増やさない。
- 内燃機関での燃料として利用する場合、ガソリンと比較してノッキングが発生しにくい。
- ガソリンと混合しやすく、ある程度の混合比までであれば既存のガソリン内燃機関を改造なしに利用し続けられる。

他方、次のような好ましくない特性もある。
- 同じ量のガソリンと比べ、熱量が約34 %小さい。
- 燃料供給装置の中のゴム製、プラスチック製部品の劣化や内燃機関に使用されているアルミニウム製の部品を腐食する可能性がある。
- アルコール系物質は水との親和性が非常に高いため、燃料タンク内と外気の温度差によって発生した結露水と結合し、水分を高温高圧な燃焼室へ送り込み腐食を急激に早める可能性がある。
- 現行の内燃機関でのガソリン燃焼と比べ、人体に有害とされるNOx系物質が多く排出される。

近年バイオマスエタノールが内燃機関の燃料として注目されている背景としては、地球温暖化の対策の一環として温室効果ガスの1つであるCO2の排出削減に対する関心が高まっていることを指摘できる。バイオマスエタノールに含まれる炭素は植物の光合成によって固定された大気中のCO2に由来することから、エタノールの燃焼によってCO2が大気中に放出されても地表に存在する炭素の総量は変化しないと考えられている。炭素が循環するに過ぎないという意味でこの考え方をカーボンニュートラルという。ただし、生産過程でエネルギー源として化石燃料が使われ、石油や石炭から合成される肥料や農薬が原料となる植物の栽培において使われる可能性があるので、生産過程まで含めると完全にカーボンニュートラルでない可能性が高い。
なお、温室効果ガスの削減という面では、稲わらなど、通常は廃棄されてやがて腐敗する植物性資源がエタノールの原料として実用的に利用できるようになれば、腐敗する植物から放出されるメタンの削減を通じた温室効果ガスの削減も期待できる。
バイオマスエタノールの利用については温暖化ガスの排出削減効果という文脈で議論されることが多いが、利用の是非を考えるに当たってはそれ以外の有用な特性（上記参照）も考慮しなければならない。

### 燃料としての利用法
バイオマスエタノールを内燃機関の燃料として利用する場合、エタノールのみで利用することもガソリンなど他の燃料と混合して利用することもできる。一般的に、ガソリンと混合した場合、エタノールの混合比率によって「Exx」（xxは百分比で表したエタノールの混合量）と表記される。例えば、E10とはエタノールを容積比で10%含む混合燃料である。このほか、エタノール混合燃料ではないが、バイオマスエタノールから生成されたエチルターシャリーブチルエーテル (ETBE) という添加剤をガソリンに混合したものも広い意味ではバイオマスエタノールの燃料利用の一形態とされている。
バイオマスエタノールを燃料とする内燃機関は、構造的には純粋なガソリンを燃料とするものと同じで差し支えない。とくにエタノールを低濃度で混合した燃料の場合、純粋なガソリンを燃料として利用することを前提とした内燃機関で燃焼させても問題が生じないとされる。とくに対策を講じることなしにどの程度のエタノール混合まで許容できるかは社会にどのような内燃機関が存在しているかに左右されるため、一概に線を引くことはできない。例えば、米国で現在走行しているガソリンエンジン自動車についてみるとE10までは許容できるとされており、米国の一部の州ではE10の販売が義務付けられている。また、現在ブラジルで販売されている標準的な自動車用エタノール・ガソリン混合燃料は、E20である。これに対し、日本では総合資源エネルギー調査会燃料政策小委員会が、2003年6月25日にエタノールは混合率3%まで (E3) なら自動車に使っても安全という結論を出している。
エタノールの混合比率が高くなると、内燃機関の圧縮比や燃料への点火システムなどを調整しないと十分な性能が得られない。これは、エタノールはガソリンと比べノッキングを起こしにくい反面、容量1単位あたりの熱量が低いことに起因する。また、エタノールの腐食性への対策も必要である。ブラジルではこのような対策を施し、純粋エタノールから純粋ガソリンまでどのような混合比の燃料を利用しても十分な性能が得られる自動車（「flexible-fuel vehicles」と呼ばれている）が販売されており、近年では国内自動車販売のほとんどを占めている。
なお、バイオマスエタノールをガソリンと混合して内燃機関の燃料とする際には、エタノールとガソリンが相分離することを防ぐため、水分が混入しないようにしなければならない。これに対し、エタノールのみを内燃機関の燃料として利用する場合 (E100) にはある程度の水分が残存していても差し支えなく、実際、ブラジルで販売されている純粋エタノール燃料はエタノール蒸留後の脱水工程を省いたもので、5 %程度の水分が含まれている。
秋田県が実証実験に用いているバイオエタノールも含水（バイオエタノール水：99.5vol%）である。走行実証実験にはダイハツが開発した「2燃料自動車」(DFV)を用いている。バイオエタノール水とガソリンの2系統を備え、起動時はガソリンのみ、定常運転時にバイオエタノール水を使用することで、ガソリンタンク内での相分離を回避している。

### 世界各国におけるエタノール燃料の利用
- 日本では、政府全体が「バイオマス・ニッポン総合戦略」に取り組んでおり、輸送用燃料におけるバイオマス由来燃料の普及を目指す下で、ETBE（上記参照、バイオマス由来ガソリン添加剤）、E3などの導入が推進されている。2010年度に原油換算で50万kL相当のバイオ燃料を輸送用燃料として導入する目標が立てられており、そのうちの21万kL相当分の実現について協力を求められた石油連盟では、同量のETBE供給を目指して態勢整備を開始した。2007年4月にはその第一歩として、首都圏50か所のガソリンスタンドにおいてETBE混合ガソリンの供給が始まった[28]。また2007年10月からは、沖縄県宮古島において大規模なE3実証実験が行われようとしたが、結局反対により失敗した。さらに、E3よりも高濃度のエタノール混入に対応するため、国土交通省では、E10対応の車両の安全・環境性能に関する技術指針の整備も進めている。現在の法律では「揮発油等の品質の確保等に関する法律」で、ガソリンへのエタノールの混合許容値は上限が3%または10%までと定められており、普及のためには法改正が必要である。
- 米国では、2005年エネルギー政策法によって2012年までに生物資源由来の燃料の使用量を75億ガロン（約0.28億kL）まで増やすことが定められたが、そのかなりの部分がバイオマスエタノールでまかなわれるとみられている。また、ガソリンの改質材として広く利用されてきたメチルターシャリーブチルエーテル (MTBE) が環境問題を引き起こしたことから、代替的な改質材としてエタノールの利用が拡大している。このほか、州レベルでみると、コネチカット州やミネソタ州ではE10の販売が義務付けられている。中西部の州にはE85（エタノール70〜85%）を販売するガソリンスタンドが存在し、販売が行われている[要出典]。
- ブラジルでは、サトウキビ栽培が盛んでバイオマスエタノールが国内で供給できることから、1970年代初の石油ショックの際にプロアルコール（国家アルコール）政策（1975年 - ）が策定され、自動車へのエタノール燃料の普及が進んだ[29]。一時は国内で走行する自動車のほとんどが純粋エタノール燃料を利用していた。ところが、1990年代の原油価格低迷と同時期にエタノール供給が混乱したこともあり、ブラジル国内では一転して純粋ガソリン燃料を利用する自動車が主流になってしまった。その後、2000年代に入り原油価格が再度上昇するようになると改めてエタノールの自動車燃料への混合が義務付けられるようになった。現在では、様々なエタノールとガソリンとの混合比率に対応可能なflexible-fuel vehiclesが人気を集めるようになったが、逆にエタノール供給が増加する需要に追いつかなくなり、エタノールの混合義務が25%から20%に引き下げられるという皮肉な結果を招いている。
- 中国では2011年以前は穀物由来のバイオエタノールに対して補助金を出して優遇していたが、近年では段階的に補助金を削減しつつある[30]。実験的なセルロース由来のエタノール事業への補助金は1トンあたり800〜1,000元である[30]。

## 問題点
バイオマスエタノールは、再生可能な自然エネルギーであり、燃焼させても地表の循環炭素量を増やさないと同時に、既存の化石燃料の供給インフラや利用技術を大きく変更せずに利用できるため、地球温暖化に対する関心が高まる中で代替燃料として注目されている。しかし、仮に地球上の全耕地面積でエタノールの原料を栽培してエタノールを生産しても、現在消費されているガソリンを置き換えることができないことや、バイオマスエタノールの利用を拡大していくにつれ発生する問題の大きさを考えると、バイオマスエタノールを中心的な代替燃料として期待することは適当ではないという意見も強い。またさとうきびにせよトウモロコシにせよ栽培する必要があり、その為には農業機械を動かし、肥料や農薬を投入するためのエネルギーが必要である。このようなバイオマスエタノールの代替エネルギー源としての妥当性に懐疑的な立場からは、米国などにおいてエタノールの生産に多額の補助金が投入されていることも強く批判されている。
バイオマスエタノールの問題点としては、大きく分けて、排気ガス、インフラ、再生可能な代替エネルギーとしての適格性、エタノール原料の生産過程における環境破壊の可能性、および、エタノール原料と食料との競合がある。

### 排気ガス
バイオマスエタノールは、完全に燃焼させれば二酸化炭素と水になるので、理論的にはクリーンエネルギーといえる。しかし、内燃機関で燃焼した場合の有害物質の発生についてはNOx等がガソリン燃焼より多く排出される等のデータがあり、今後の課題とされている。

### インフラ
バイオマスエタノールの供給・利用には既存の石油系燃料向けインフラをほぼ転用できるとされているが、新たな対応が必要な部分もある。
蒸気圧
エタノールは水分と融合しやすい。そのため、ガソリンとの混合燃料におけるエタノールとガソリンとの相分離を防ぐため、水分の混入防止対策を強化することが必要である。エタノール直接混合ガソリンに水が混入すると、蒸気ガスが増加し、光化学オキシダントが多く発生する可能性がある他、エンジン等の部品を傷めることも懸念される。そのため、エタノールをイソブチレンと反応させてエチルtert-ブチルエーテル(ETBE)とすることで、この問題を回避させる動きもあるが、現在販売されているバイオガソリンに使用されているETBEはフランスからの輸入品に頼っている。
腐食性
エタノールには腐食性があるため、現在ではパイプライン以外の輸送方法をとらなければならない。結果として米国ではエタノールの鉄道輸送が拡大しているが、輸送中の事故によって沿線住民に被害が及ぶリスクの増大が懸念されている。

### 代替エネルギーとしての適格性
カーボンニュートラル
バイオマスエタノールの原料を生産するためには、農業機械を動かし、肥料や農薬を投入しなければならない。また、原料からエタノールを生産する際にもエネルギーが必要である。仮にこうした投入資源やエネルギーの相当量が原油や石炭などの化石燃料に由来する場合、バイオマスエタノール自体はカーボンニュートラルであっても、生産から消費までの全ての過程を通じてみれば追加的なCO2が放出されている可能性は否定できない。そのため、バイオエタノールの生産方法別によるライフサイクルCO2によって評価をする必要がある。
エネルギー収支
バイオマス・エタノールを生産する過程で投入されるエネルギーとバイオマス・エタノールを燃焼して得られるエネルギーとを比べて、生産に合理性があるかを考慮する必要がある。投入エネルギーと得られるエネルギーの差が小さければ、農作物を消費してまでバイオマス・エタノールを生産する必要がないかも知れない。
投入エネルギーと得られるエネルギーの比を数値化して表すのには、EPR（Energy profit ratio、エネルギー利益率）という考えが使われる。
EPR = 出力エネルギー／入力エネルギー
例えば、原油の場合、初期の油田では自噴するなどで簡単に採掘できるためEPRは100程度となるが、枯れ始めた油田では10程度に低下する。オイルサンドは流動性のない重い砂から重質油を分離処理する必要があるので、1.5程度となり極めて効率の悪いエネルギー資源であることが判る。バイオマス・エタノールはかなり低い数値であるといわれているが、作物や製法によっても異なることから、信頼できる情報は得られていない。

### 環境破壊の可能性
バイオマスエタノールの原料となる作物を増産するために野放図な開墾が行われる場合、作物の生産過程で農薬や肥料が過剰に投入される場合、原料からエタノールを生産する工場の廃棄物対策が十分でない場合などには、バイオマスエタノールの生産が拡大されることによって生態系が破壊され深刻な環境問題が発生する可能性がある。
もっとも、バイオマスエタノールの推進側は、エタノールがクリーンな自然エネルギーであることを標榜していることもあって、こうした環境問題には敏感であり、問題解決に向けた動きがみられる。例えば、サトウキビの処理過程で生じる高BODの廃液（ビナス、製造工程の項参照）については、かつては深刻な河川汚染の原因となっていたが、最近では再利用が進められている。
サトウキビの生産適地とされる地域はサンパウロ周辺であり、今後の栽培地拡大もこの地域が中心になると考えられている。

### 食料との競合
2000年代以降、各国で穀物の作付け地でバイオ燃料用の穀物の栽培が増えており、これまで飼料用だった穀物の相場が高騰している。この原因の一因はアメリカやブラジル等の穀物生産国でのバイオエタノール向けのトウモロコシの需要の急増が挙げられる。そのため、先進国が消費する燃料用の穀物価格が急騰して、その一方で食料用の穀物の生産が減り、所得水準の低い国々での調達が困難になりつつある。
2007年1月、トウモロコシの価格が1ブッシェル（約21kg）あたり4米ドルを突破したが、これは2004年から2006年にかけての平均価格のほぼ2倍の水準である。また、砂糖の価格も同時期の比較で2割ほど高くなっている。この間、トウモロコシやサトウキビがバイオマスエタノールの主要原料となっており、バイオマスエタノールの生産量が増勢を維持していることを背景に、バイオマスエタノールの増産が原料となる農産物の価格高騰を招きエタノールと食料との競合が生じているという見方が広まった。とくに米国におけるトウモロコシを原料とするバイオマスエタノールの生産には多額の補助金が支出されているため、補助金を支出してまで食料品を燃料に転換することで食料品価格を上昇させることはないという批判が聞かれた。
このような批判は、バイオマスエタノールの商業的な生産が増加することによってバイオマスエタノールの原料となる作物に対し追加的な需要が生じているとみられることを考えると一定の説得力がある。例えば米国の場合、平年のトウモロコシ生産量の15%がエタノールの原料となっている（2006年）。トウモロコシのような農産物の場合、需要の増加に対応して供給が増加するためには最低でも翌年の生育・収穫期まで1年の時間が必要であることを考えると、たとえ需要の増加がわずかであっても大幅な価格の上昇を招くことはあり得ないことではない。また、他の作物からバイオマスエタノールの原料作物に転作する生産者が増加すれば、転作によって供給が減少する作物（とくに大豆）の価格が今後高騰する可能性も指摘されている。

### 法整備
2000年頃、日本国内で複数のエタノール系燃料が流通・販売され販売会社が参入し一時的に市場が拡大、活性化したものの、高濃度アルコール燃料の問題についての報道やトラブルの風聞が広がり、徐々に販売の増加ペースが鈍化した。
2003年（平成15年）、安全上の理由から燃料の品質を規定する「揮発油等の品質の確保等に関する法律」が改正され、ガソリンへのアルコール等の混合許容値は「エタノールは混合率3%まで、その他含酸素化合物は含酸素率1.3 %まで」と定められた。これにより高濃度アルコール燃料の販売が禁止されることとなり、高濃度アルコール含有燃料販売業者は一挙に減少した。この時できた法律により日本でのバイオエタノール普及が阻害されていると指摘されている。
2012年（平成24年）4月1日ようやくエタノール燃料の日本国内での普及を妨げていた揮発油等の品質の確保等に関する法律施行規則が改正され、とりあえずエタノール混合率10%のE10までの販売がE10対応車両に認められることになった。同規則第10条の2第2項（揮発油規格の特則）。

### 石油関連団体の圧力
2000年頃から日本国内に流通していた、天然ガスが原料であるとされるガソリン代替エタノール燃料は、ベンチャー企業ガイアックス (燃料)が開発・販売していたが現在は流通していない。2000年8月6日 サンデープロジェクト、テレビ朝日系列で放送されたガイアックスの特集で、石油関連団体・政治家の圧力が指摘された。放送の中で、備蓄用の大型タンクが借りられず安定供給できないようにされていると報道。当時ガイアックスの備蓄用タンクは横浜にあるだけだった。
このことは、バイオエタノールが日本国内で普及しない理由の1つと指摘され、新エネルギーメタンハイドレートでも同問題が指摘されている。

## 材質ごとの影響実験
日本では2003年8月に「揮発油等の品質の確保等に関する法律」によってエタノールの混合率が3体積%以下のものまで自動車用のエタノール混合ガソリンとして販売が許可されるようになったが、この3 %という数値は主にアルミ系材料の腐食性が根拠となって決定された。
セルロースとサトウキビのそれぞれを原料とするエタノールでガソリンとの混合度合いを変えて、アルミ片（アルミダイカスト：ADC12）を120 ℃で720時間浸漬状態に置くと、E3と呼ばれる3 %の混合液では2種とも元となったガソリン100 %液と同様に変化が見られなかったが、E10では2種とも黒変して溶解を受けて全体が小さくなってしまった。鉄や亜鉛でも同様の試験が行なわれたが、変色や溶解といった変化は見られず、アルミニウムだけが強く腐蝕された。
燃料ホースなどに使われている材料への影響を確認するために、フッ素ゴム(FKM)、フロロシリコーンゴム(FVMQ)、ニトリルゴム(NBR)、水素添加ニトリルゴム(HNBR)、ニトリル・ポリ塩化ビニルブレンドゴム(NBR/PVC)、エピクロロヒドリンゴム(CO)のゴム6種と、エチレンビニルアルコール(EVOH)、ポリアミド(PA11)、ポリアセタール(POM)の樹脂3種に対しても同様の試験が行なわれたが、いずれも膨潤し物性の低下が見られ、100 %ガソリンよりもより強く影響を受けて、特に水素添加ニトリルゴムとエピクロロヒドリンゴムでは膨潤によって体積変化率がE3で+20 %や+12 %、E10では+30 %や+17 %といったぐあいに顕著に大きくなった。これら金属と高分子化合物への影響確認実験では、セルロースとサトウキビの原料の違いによる影響の差異は認められなかった。
自動車メーカーのトヨタでは、CO2削減、化石燃料の消費抑制の観点から、バイオエタノール燃料をガソリンへの混合燃料として幅広く普及させることが有効であるとの考えのもと、既に2006年6月以降に世界各地で生産している全てのガソリンエンジン車において、燃料系部品の材質変更を行うなど、E10への技術的対応を完了している。

## 文献情報
- 遠藤真弘 「国産バイオエタノールの普及に向けて―沖縄での取り組みを中心に― (PDF, 211 KiB) 」国立国会図書館 ISSUE BRIEF NUMBER 553(2006.11.17.)